# 佐久郵便局
佐久郵便局（さくゆうびんきょく）
- 長野県佐久市にある郵便局。本記事にて記述する。
- 北海道中川郡中川町にある郵便局。局番号は98040。

佐久郵便局（さくゆうびんきょく）は、長野県佐久市にある郵便局。民営化前の分類では集配普通郵便局であった。局番号は11012。

## 概要
住所：〒385-8799 長野県佐久市中込3734-12

## 沿革
- 1874年（明治7年）3月1日 - 野沢郵便取扱所として開設[1]。
- 1875年（明治8年）1月1日 - 野沢郵便局（五等）となる。
- 1878年（明治11年） - 為替取扱を開始。
- 1879年（明治12年） - 貯金取扱を開始。
- 1893年（明治26年）2月1日 - 野沢郵便電信局となる。
- 1903年（明治36年）4月1日 - 通信官署官制の施行に伴い野沢郵便局となる。
- 1953年（昭和28年）11月16日 - 電話通話事務を除く電気通信業務を野沢電報電話局に移管[2]。
- 1956年（昭和31年）10月1日 - 和文電報受付事務の取扱を開始。
- 1965年（昭和40年）6月16日 - 特定郵便局から普通郵便局に局種別改定。
- 1966年（昭和41年）12月 - 局舎新築落成。
- 1998年（平成10年）4月6日 - 佐久市野沢から、同市中込に局舎を新築、移転し、佐久郵便局（〒384-0199→〒385-8799）に改称[3]するとともに、岩村田郵便局（〒385-8799→〒385-0022）、岸野郵便局（〒384-0299→〒385-0061）から集配業務を移管。
- 1998年（平成10年）9月1日 - 外国通貨の両替および旅行小切手の売買に関する業務取扱を開始。
- 2007年（平成19年）3月12日 - 臼田郵便局（〒384-0399→〒384-0301）、田口郵便局（〒384-0499→〒384-0412）、海瀬郵便局（〒384-0599→〒384-0503）、高野町郵便局（〒384-0699→〒384-0613）、浅科郵便局（〒384-2199→〒384-2102）から集配業務を移管[4]。
- 2007年（平成19年）10月1日 - 民営化に伴い、併設された郵便事業佐久支店に一部業務を移管。
- 2012年（平成24年）10月1日 - 日本郵便株式会社の発足に伴い、郵便事業佐久支店を佐久郵便局に統合。

## 取扱内容
- 郵便、印紙、ゆうパック、内容証明
- 貯金、為替、振替、振込、国際送金、外貨両替・トラベラーズチェック、国債、投資信託
- 生命保険、バイク自賠責保険、自動車保険、がん保険、引受条件緩和型医療保険
- ゆうちょ銀行ATM
- 「385-00xx」「384-03xx」「384-04xx」「384-05xx」「384-06xx」「384-07xx」「384-21xx」（佐久市（旧北佐久郡望月町域を除く各区域）、南佐久郡佐久穂町（全域））の集配業務
- ゆうゆう窓口

## 風景印
- 形は浅間山の変形印である。
- 図案は『浅間山』・『北陸新幹線あさま』・『佐久平駅舎』・市の花『秋桜』
- 使用開始日は1998年（平成10年）4月6日

## 周辺
- 佐久市役所
- 三河田工業団地
- ツガミ信州工場

## アクセス
- JR小海線 北中込駅から徒歩約17分
- 佐久市内循環バス 佐久郵便局停留所下車
- 上信越自動車道 佐久ICから南へ約5km
- 国道141号沿い
- 駐車場あり：35台